# Bremer Discontokasse
Die Bremer Discontokasse war eine Geschäftsbank für die Hansestadt Bremen. Sie wurde 1817 gegründet, um das Bremer Geschäftsleben zu befördern.
Das Grundkapital betrug 300.000 Thaler Gold. Thaler Gold ist der Name der damaligen Bremer Währung im Goldstandard und im Wert etwa einem Taler gleich. Das Grundkapital war eingeteilt in 600 Aktien zu je 500 Thaler Gold. Entsprechend dem in Bremen zu Beginn des 19. Jahrhunderts umlaufenden Geld war das Kapital in Pistolen zu je 5 Thaler Gold einzuzahlen.
Die Discontokasse nahm Einlagen im Gegenwert von mindestens 50 Reichstalern an. Die Gutschrift war durch eine Verpfändung des eingezahlten Grundkapitals gesichert. Es war gesetzlich vorgeschrieben, dass das Barkapital (der Actienfonds) nicht unter 100.000 Thaler Gold fallen durfte.
Die Aktionäre der Bremer Discontokasse einigten sich 1856 mit zusätzlichen Investoren darauf, die Bremer Bank zu gründen, in der die Discontokasse aufging. Über eine Fusion mit der Dresdner Bank (1896) geht die Bremer Niederlassung der Commerzbank auf die Discontokasse zurück. 